# Tewkesbury

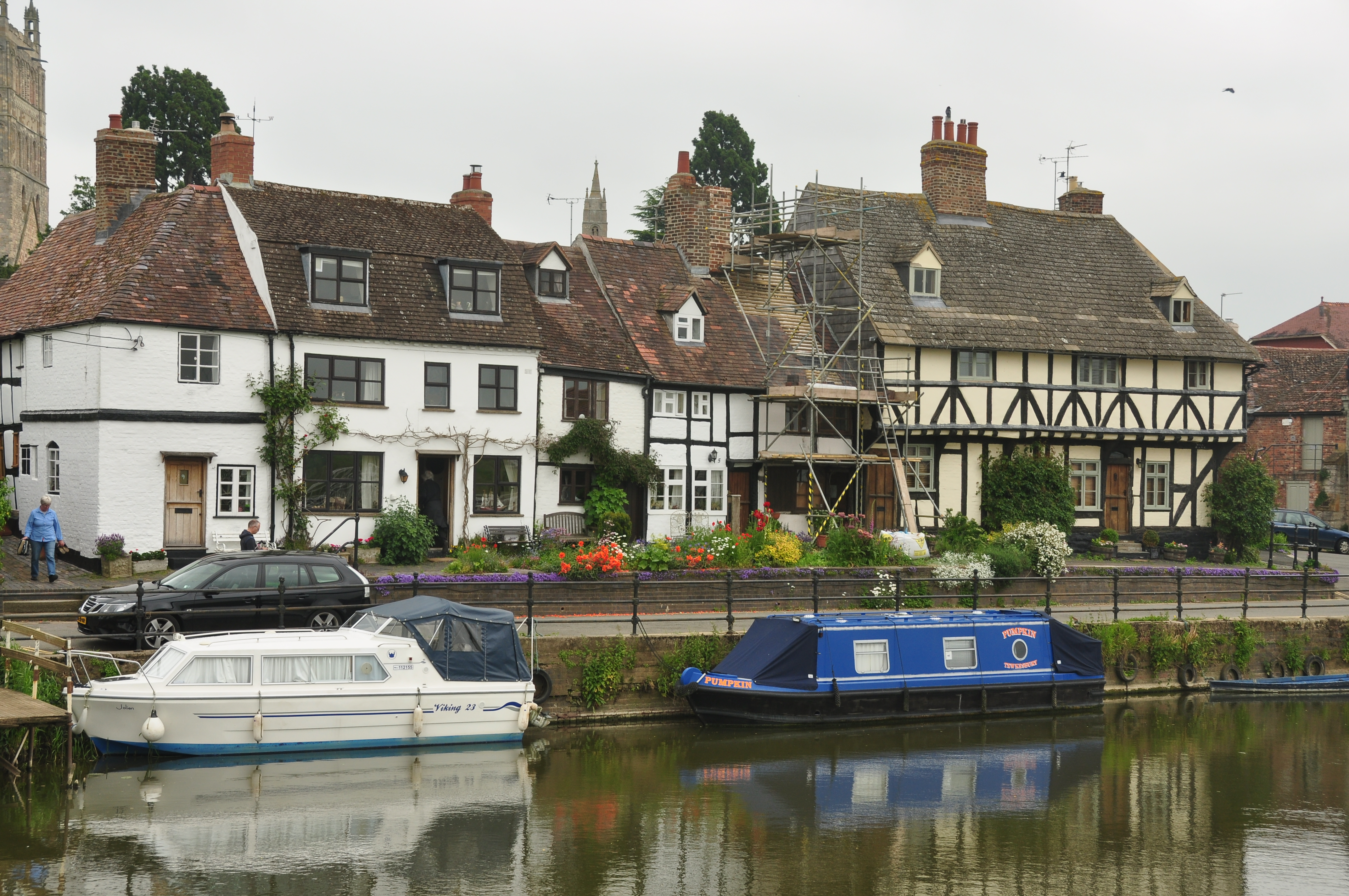
Häuser am River Avon

Tewkesbury ist eine Stadt am Westrand der Cotswolds mit etwa 20.000 Einwohnern im Norden der Grafschaft (county) Gloucestershire im Westen Englands. Sie gibt dem Borough of Tewkesbury den Namen.

## Lage
Tewkesbury liegt am Zusammenfluss des Severn und des Avon in einer Höhe von ca. 14 m. Die Stadt Gloucester befindet sich ca. 17 km (Fahrtstrecke) südwestlich; die traditionsreiche Großstadt Worcester ist etwa 25 km in nördlicher Richtung entfernt.

## Geschichte
Der Name der Stadt rührt von Theoc, einem Angelsachsen, her, der hier im 7. Jahrhundert eine Einsiedelei gegründet haben soll, die Theocsbury genannt wurde. Einige Jahre nach der normannischen Eroberung Englands (1066) gründeten Robert Fitzhamon und seine Frau Sibylle in Tewkesbury eine Abtei. Die Bauarbeiten begannen im Jahr 1102; die Tewkesbury Abbey wurde am 23. Oktober 1121 geweiht. Am 4. Mai 1471 fand in der Umgebung die Schlacht von Tewkesbury statt, in der im Rahmen der Rosenkriege die Armee Eduards IV. das Haus Lancaster schlug.

## Sehenswürdigkeiten
- Bedeutendste Sehenswürdigkeit ist die ehemalige Tewkesbury Abbey.
- Zahlreiche Gebäude, darunter viele Fachwerkhäuser, sind als historisch bedeutsam eingestuft.[2]
- Die King John’s Bridge entstand bereits als mittelalterliche Holzbrücke; sie wurde jedoch immer wieder ausgebessert und erneuert.[3]
- Das John-Moore-Museum widmet sich der Natur der Region.
- Zahlreiche Sehenswürdigkeiten befinden sich in der Umgebung der Stadt.[4]

## Persönlichkeiten
- Raymond Priestley (1886–1974), Geologe und Polarforscher
- Gerald Joseph Yorke (1901–1983), Schriftsteller
- FKA twigs (* 1988), Sängerin

## Partnerstädte
- Miesbach, Deutschland